# Daxue-Xixiang-Moschee

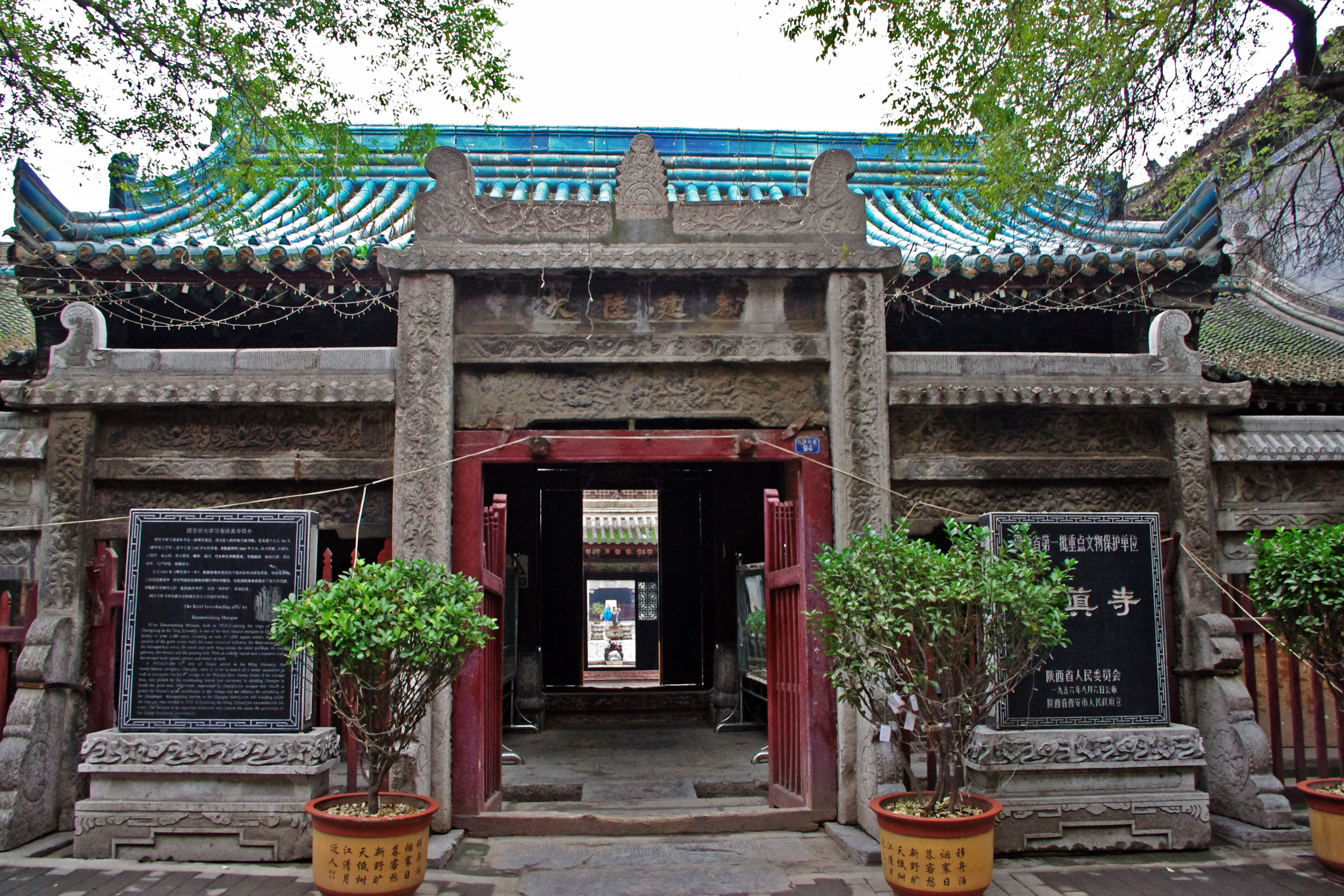
Daxue-Xixiang-Moschee

Die Daxue-Xixiang-Moschee (大学习巷清真寺,  Dàxué Xíxiàng qīngzhēnsì) ist eine Moschee in der Stadt Xi’an in der chinesischen Provinz Shaanxi. Es ist eine von den Hui-Chinesen erbaute Moschee aus der Zeit der Ming-Dynastie. Ma Zongsheng 马宗生 (1639–1719) bzw. 'Abd-ul Rahman (阿布都若海麻尼,  Abudu Ruohaimani), der Gründer der Sekte Bijiachang Menhuan 毕家场门宦, eines Zweiges des Sufiordens der Khufiyya Menhuan bzw. Hufeiye xuepai 虎非耶学派 (Naqschbandi) hat an ihr studiert und gewirkt.
Im Viertel der Hui-Chinesen gibt es zwei berühmte Moscheen: die Daxue-Xixiang-Moschee und die Huajuexiang-Moschee (化觉巷清真寺,  Huajuexiang qingzhensi). Weil die letztere östlich der ersten steht, wird sie Dongdasi 东大寺 („Östlicher Großer Tempel“) genannt, die westlich davon gelegene Daxue-Xigang-Moschee dagegen Xidasi 西大寺 („Westlicher Großer Tempel“).
Die ältesten Zeugnisse der chinesischen arabischen Schrift Xiao’erjing liefert eine Stele, die mit Koranversen und den Namen derjenigen, die sie beschrieben haben, versehen ist. Die Stele wird auf das Jahr 740 des islamischen Kalenders (zwischen dem 9. Juli 1339 und dem 26. Juni 1340 datiert).
Die Daxue-Xixiang-Moschee steht seit 2013 auf der Liste der Denkmäler der Volksrepublik China.